# Patrik Jönsson (político)
Mats Patrik Torbjörn Jönsson (nascido a 16 de outubro de 1972) é um político sueco e membro do Riksdag (Parlamento da Suécia) pelo partido Democratas Suecos.
Jönsson trabalhou como funcionário público da Administração de Transporte Sueca na gestão de tráfego. Desde outubro de 2014 é conselheiro em Skåne e foi eleito para o Riksdag nas eleições gerais suecas de 2014, pelos Democratas Suecos. No parlamento, ele faz parte das Comissões de Transporte e Justiça.